# فيكي كار
فيكي كار (بالإنجليزية: Vikki Carr)‏ (ولدت فلورنسيا بيسنتا دي كاسياس مارتينيز كاردونا، في 19 يوليو 1941) هي مغنية ومحسنة أمريكية. وقد غنت في مجموعة متنوعة من أنواع الموسيقى، بما في ذلك البوب والجاز، والريف، ولكن تمتعت بأعظم نجاحاتها في غنائها بالأسبانية.

## روابط خارجية
- فيكي كار على موقع IMDb (الإنجليزية)
- فيكي كار على موقع ميوزك برينز (الإنجليزية)
- فيكي كار على موقع إن إن دي بي (الإنجليزية)
- فيكي كار على موقع أول ميوزيك (الإنجليزية)
- فيكي كار على موقع ديسكوغز (الإنجليزية)
- فيكي كار على موقع قاعدة بيانات الفيلم (الإنجليزية)